# François Fabius
Pour les articles homonymes, voir Fabius.
François Fabius (Bourg-en-Bresse, 28 juillet 1944 - Paris, 13 août 2006) est un antiquaire français. Cavalier de haut niveau, il a participé aux Jeux olympiques.

## Biographie
Diplômé de l'École du Louvre, François Fabius était associé-gérant de la galerie Fabius Frères, fondée par son père André Fabius et son oncle Pierre. Spécialiste du XIXe siècle, boulevard Haussmann à Paris, il s'était fait une spécialité dans la sculpture en bronze du XIXe siècle. En 1998, sa galerie fut l'objet d'un cambriolage spectaculaire. Une centaine d'œuvres d'art, dont des bronzes animaliers de Barye furent volés pour le compte d'un réseau écoulant le butin vers les États-Unis. 
Après sa mort, le fonds de la galerie Fabius fut dispersé aux enchères les 18 et 19 octobre 2011 par Sotheby's et Piasa.
En sa mémoire, son épouse Armelle Fabius a donné à l'INHA les archives de la galerie familiale en avril 2012 et un ensemble iconographique autour de la comédienne Rachel au musée de la Vie romantique.
François Fabius fut également un sportif de haut niveau. Champion de France junior de concours hippique en 1961, il fut membre de l'équipe de France d'équitation de 1962 à 1972. En 1972, lors des Jeux olympiques d'été à Munich, il fut membre de l'équipe de France de concours hippique.
Il était le frère de Laurent Fabius et de Catherine Leterrier.

## Pour approfondir